# Agelena donggukensis
Agelena donggukensis är en spindelart som beskrevs av Kim 1996. Agelena donggukensis ingår i släktet Agelena och familjen trattspindlar. Inga underarter finns listade i Catalogue of Life.